# Laponie des Tunturis
La Laponie des tunturis (finnois : Tunturi-Lapin seutukunta) est une sous-région de la Laponie en Finlande. 
Au niveau 1 (LAU 1) des unités administratives locales définies par l'Union européenne elle porte le numéro 196.

## Municipalités
La sous-région de Laponie des tunturis est composé des municipalités suivantes:.
| Blason             | Municipalité             |
| ------------------ | ------------------------ |
| Enontekiön vaakuna | Enontekiö (municipalité) |
| Kittilän vaakuna   | Kittilä (municipalité)   |
| Kolarin vaakuna    | Kolari (municipalité)    |
| Muonion vaakuna    | Muonio (municipalité)    |

## Population
Depuis 1980, l'évolution démographique de la sous-région de Laponie des tunturis est la suivante:
| Année      | 1980   | 1985   | 1990   | 1995   | 2000   | 2005   | 2010   |
| ---------- | ------ | ------ | ------ | ------ | ------ | ------ | ------ |
| population | 16 407 | 16 556 | 16 206 | 15 802 | 14 457 | 14 086 | 14 299 |

## Politique
Les résultats de l'élection présidentielle finlandaise de 2018:
- Sauli Niinistö   55.3%
- Paavo Väyrynen   17.4%
- Pekka Haavisto   9.5%
- Merja Kyllönen   7.4%
- Matti Vanhanen   6.1%
- Laura Huhtasaari   5.2%
- Tuula Haatainen   1.7%
- Nils Torvalds   0.3%